# 扎布拉涅
50°44′40″N 28°47′50″E / 50.74444°N 28.79722°E
扎布拉涅（烏克蘭語：Забране），是烏克蘭北部的村莊，隸屬日托米爾州的科羅斯滕區。該村始建於1905年，面積1.07平方公里，海拔高度176米，2001年人口162，人口密度每平方公里151.12人。